# 資本主義與自由
《資本主義與自由》（英语：Capitalism and Freedom）是一本由米爾頓·佛利民撰寫的書，最先在1962年由美国芝加哥大学出版社出版，佛利民在書中討論了經濟的資本主義對於自由社會的重要性。這本書至今已經賣出超過五十萬本、並且被翻譯為十八種語言。
佛利民以簡易明瞭的文筆闡述了經濟自由為何是政治自由所不可或缺的條件。這本書指出自由市場在理論上和實踐上都是應該被提倡的概念，並且對此提出了許多驚人的結論。

## 背景
《資本主義與自由》一書的初版距離第二次世界大戰結束僅不到二十年的時間，當時美國社會仍未脫離經濟大恐慌的陰影，同時冷戰也剛開始升溫。在约翰·肯尼迪和之前的德怀特·艾森豪威尔執政下，聯邦政府在國防、社會福利、和公共建設等領域的開支急遽增長。兩大主要政黨民主党和共和黨都支持增加政府開支。因為經濟大恐慌而產生的新政也被大多數社會上的知識份子支持，並以凱恩斯主義的理論替政府干預辯護，19世紀時的自由放任理想大多都被拋棄了。佛利民在書中極力反對這些現象，並且主張經濟的中央集權必然導致個人和政治自由的毀滅。

## 章節概要
序言
序言章節概述了佛利民立下的自由主義原則，主張應該限制並且減少政府的權力。佛利民選擇使用「自由主義」一詞古典的定義，而非美國當時流行的定義。
i. 經濟自由與政治自由間的連結
在這個章節中，佛利民主張經濟自由是政治自由所不可或缺的先決條件、而且事實上也是政治自由的一部分。他主張若是生产资料被掌握在政府手中，真正的政治異議和言論自由都是不可能存在的。除此之外，經濟自由的重要性在於，任何出於「雙方自願和知情」的自由貿易，必定是在雙方皆認可了貿易對自己的利益的情況下才會產生的。
ii. 政府在一個自由社會中的角色
依據佛利民的說法，一個自由社會中的政府應該確保法律秩序以及財產權利，同時也應該對一些技術性的壟斷採取行動反制，並且減少市場失靈的負面效果。政府也應該謹慎控制貨幣的發行。
iii. 對貨幣的控制
佛利民討論了貨幣在美國的發展，並舉出1913年頒布的《聯邦儲備法案》作為轉捩點。這個法案不但沒有穩定貨幣，反而使联邦储备系统在許多情況下犯下了大錯。佛利民主張聯邦儲備系統應該有一個統一的規定，將每年增加的貨幣發行量限制在3-5%。
iv. 國際金融和貿易協議
這個章節提倡終結《布雷顿森林协定》，改採取浮動的外匯制度，並且終結所有對國際貨幣的控制和貿易障礙，即使是「自願」簽訂的進出口配額管制亦然。佛利民說這是平衡貿易體制的唯一解決方法。
v. 財政政策
佛利民反駁了凱恩斯主義經常提出的：以維持政府開支來「平衡商業週期」及維持經濟成長的論點。相反的是，聯邦政府的開支使得經濟變的更不穩定。佛利民利用了他長年累積的實際研究結果，證明了政府開支的擴張事實上是與GDP的擴張幅度相同，而非凱恩斯主義所宣稱的倍數擴張。佛利民進一步探討了造成這一結果的原因。
vi. 政府在教育上的角色
在這一章節裡佛利民倡导教育卷制度，使挑選公立和私立學校的學生都能被教育資金顧及。佛利民相信在民主社會中每個公民都需要基本的教育。雖然當前每人平均獲得的教育投資不足（以對職業和技術學校的投資而言），但要求政府應該提供免費的技術教育是相當愚蠢的。他主張了一些替代的解決方法，以一些私立、一些公立的方式來解決投資不足的問題 。
vii. 資本主義與歧視
佛利民主張，在一個資本主義社會中，考慮到市場貿易跨越人際層面的本質，實行歧視是相當困難的，而且自然會付出額外代價。因此政府不該定立反對歧視的平等僱傭法條（亦即稍後《1964年民權法案》），因為這些法條限制了雇主依據自己標準挑選員工的自由。佛利民指出這些禁止僱傭自由的論述與納粹實行歧視法條的理由如出一轍。同樣的，《工作權利法》等管制也應該被撤銷。
viii. 企業和勞工的壟斷及社會責任
佛利民指出，壟斷可以分為三種：政府壟斷、私人壟斷、或公共管制，這些都是不完美而且不可取的。壟斷可以來自許多層面，但直接和間接的政府干預是最常見的原因，並且應該儘可能的消除之。所謂的「社會責任」—亦即鼓吹公司必須替造福社區而不只是賺取利潤的這種概念，對於資本主義社會是非常危險的、而且只有可能導致極權主義。
ix. 職業執照
在這一章節裡佛利民提出了一個激進的立場，反對所有形式的由政府管制的執照。他指出在產業界裡最積極鼓吹執照制度的，通常是那些產業界裡的既得利益份子，希望以此排除其他競爭者加入。佛利民以醫學界為例子，先後檢驗了登記、保證書、和執照這三種制度，他解釋了為何這三種中第一個是最理想的、第二種次之、而第三種最差勁。他主張政府並沒有正當的理由強迫實行執照制度，那只會造成更低的醫學品質並且導致業界壟斷集團的出現。
x. 收入的分配
佛利民檢驗了累進稅制，指出累進稅制原先是設計用以重新分配收入以讓社會更為公平，但他發現在事實上，富裕階級往往能透過各種法律漏洞逃避重新分配的影響。他主張若是能改採統一的、沒有扣減的平頭稅將能達成更為公平的結果。
xi. 社會福利制度
雖然社會福利制度原先都出於善意，但這些制度事實上並不如設計者所想像的會幫助到窮人。佛利民在這裡專注於探討美國的福利制度，研究那為什麼會變成一個特別累贅龐大而又不公正的制度。
xii. 貧窮的紓解
他主張以負所得稅制（Negative income tax）來作為解決貧窮問題的方式，以政府補貼而不是法定工資的方式來保障每個人的最低收入，他認為法定最低工資是錯誤而且沒有效率的。
xiii. 總結
這本書的總結指出政府的干預如何一次又一次的造成了與政策設定的目標相反的結果。真正造福了美國和在全世界的是自由市場，而不是政府，自由市場會繼續讓這個世界變的更好。而政府，儘管它可能出自於善意，應該滾出那些不屬於它也不需要它管制的領域。

## 影響
《資本主義與自由》一書的影響非常巨大，但影響所及在政治經濟學的領域也有所不同。一些佛利民提倡的理想在許多地方被試驗並且成功實行了，例如在斯洛伐克實行的平頭稅制度、幾乎徹底取代了《布雷顿森林协定》的浮動匯率制度（亦即當今國際間採用的制度）以及在颶風卡特里娜後美國政府以教育卷制度補助難民學生等。不過，一些提議則很少被考慮實踐，例如終結執照制度、廢止公司所得稅（主張改採對股東的所得稅）。雖然政治人物也常宣稱他們正努力朝向書中所提倡的「自由貿易」，但從沒有人會考慮將他所提議的於10年內廢除所有關稅的計畫付諸實行。無論如何，佛利民普及化了許多之前在經濟學界外極少為人所知的理念，這本書和其他作品也使佛利民成為了家喻戶曉的人物。The Times Literary Supplement文學評論雜誌稱呼這本書為「戰後所發行的最具影響力的書籍之一」。然而，書中的許多理想在今天依然被視為具有爭議甚至激進。
《資本主義與自由》還被个人主义者院际联合会列為20世紀最好的50本書 （页面存档备份，存于）之一，並且在保守派半月刊国民评论雜誌整理的20世紀最好的100本非小說書籍列表上排名第10。

## 外部連結
- 《資本主義與自由》的第一章節